# Campeonato dos Quatro Continentes de Patinação Artística no Gelo de 2020
O XXII Campeonato dos Quatro Continentes de Patinação Artística no Gelo se celebrou em Seul (Coreia do Sul) entre a 6 e a 9 de fevereiro de 2020 baixo a organização da União Internacional de Patinagem (ISU) e a Associação Sulcoreana de Patinação no Gelo.
As competições realizaram-se na Pista de Gelo Mokdong da capital coreana.

## Resultados

### Masculino
| Posto  | Nome          | País           | Pontos |
| ------ | ------------- | -------------- | ------ |
| Ouro   | Yuzuru Hanyu  | Japão          | 299,42 |
| Prata  | Jason Brown   | Estados Unidos | 274,82 |
| Bronze | Yuma Kagiyama | Japão          | 270,61 |

### Feminino
| Posto  | Nome           | País           | Pontos |
| ------ | -------------- | -------------- | ------ |
| Ouro   | Rika Kihira    | Japão          | 232,24 |
| Prata  | You Young      | Coreia do Sul  | 223,23 |
| Bronze | Bradie Tennell | Estados Unidos | 222,97 |

### Casais
| Posto  | Nome                                    | País   | Pontos |
| ------ | --------------------------------------- | ------ | ------ |
| Ouro   | Sui Wenjing / Han Cong                  | China  | 217,51 |
| Prata  | Peng Cheng / Jin Yang                   | China  | 213,29 |
| Bronze | Kirsten Moore-Towers / Michael Marinaro | Canadá | 201,80 |

### Dança no gelo
| Posto  | Nome                              | País           | Pontos |
| ------ | --------------------------------- | -------------- | ------ |
| Ouro   | Madison Chock / Evan Bates        | Estados Unidos | 213,18 |
| Prata  | Piper Gilles / Paul Poirier       | Canadá         | 210,18 |
| Bronze | Madison Hubbell / Zachary Donohue | Estados Unidos | 208,72 |

## Medalheiro
| Ordem | País           | Medalha de ouro | Medalha de prata | Medalha de bronze | Total |
| ----- | -------------- | --------------- | ---------------- | ----------------- | ----- |
| 1     | Japão          | 2               | 0                | 1                 | 3     |
| 2     | Estados Unidos | 1               | 1                | 2                 | 4     |
| 3     | China          | 1               | 1                | 0                 | 2     |
| 4     | Canadá         | 0               | 1                | 1                 | 2     |
| 5     | Coreia do Sul  | 0               | 1                | 0                 | 1     |
|       | Total          | 4               | 4                | 4                 | 12    |